# Ташмајданско гробље
Ташмајданско гробље или Старо гробље у Београду настало је после Другог српског устанка када је кнез Милош Обреновић, подижући српску варош, наредио око 1826. године да се старо српско гробље са Варош-капије пресели на Ташмајдан, у село Палилулу недалеко од београдске вароши. Међутим иако је гробље формирано 1826. године, на њему су сахрањивања почела тек десетак година касније (1836), након што је на ташмајданском платоу сазидана 1835. стара црква Св. Марка (која је срушена након пожара 1940. године). Гробље на Ташмајдану било је у функцији до 1886. године, јер је педесетак година касније било у склопу града који се нагло ширио, а број становника увећавао. Прва иницијатива о његовом премештању покренута је још 1871. године од митрополита Михаила, а тадашњи председник београдске општине др Владан Ђорђевић реализовао је ту идеју 1888. године измештањем гробља на локацију данашњег Новог гробља. Међутим, због противљења грађана, на њему је вршено спорадично сахрањивање све до почетка 20. века.

## Положај и пространство
Ташмајданско гробље које је било на простору некадашњег каменолома, протезало се од Таковске до данашње улице Старине Новака и није прелазило границу садашњег Правног факултета.
Са северозапада граничило се тадашњим улицама: Тимичком, са североистока Светогорском, са југозапада, Фишеклијском улицом са југозапада и новоизграђеним хиподромом са југа.

## Историјат гробља
Српски део вароши у Београду, након Другог српског устанка простирао се око старе цркве на савској страни београдског гребена, која је постојала на простору данашње Саборне цркве, око које је постојало гробље почетком 19. века у складу са турским гробљима око свих џамија. Овај простор се крајем двадесетих година 19. века све више развијао у неколико нивоа: политичком, културолошком, убраном, комуналном и привредном, што је наметало и потребу за трансформацију простора око гробља на Зеленом венцу. Изградњом и урбанизовањем овог дела вароши, постепено су се умножавали његови садржаји и функције, мада је до стицања независности Кнежевине Србије а и надаље остао мање атрактиван простор од суседног Врачара.
У склопу тих урбаних промена настала је идеја о премештању гробља, поред пута, ка Зеленом венцу на далеку периферију поред каменолома Ташмајдан. Премештање гробља на далеку периферију поред каменолома Ташмајдан, није било само потреба за изградњу београдског гребена, већ и део политике освајања простора, изван оног на коме су до тада живели Срби. То је код везира изазвало незадовољство и он је протестовао код кнеза Милоша што српска заједница поправља пут до „новопостављеног” гробља код Ташмајдана, и каменолома у близини Цариградског друма. Тако су Срби, схвативши значај овог дела Београда, запосели простор око новооснованог гробља – касније названог Ново или Ташмајданско гробље.
Када је на хумци у близини гробља, прочитан познати Хатишериф из 1830. године, гробље и простор око њега добио је велики симболични значај, за српски народ и грађане Београда.
Иако је оснивање гробља почело 1826. године, сахрањивање на њему почело је десет година касније, 1836. године.
Убрзо по формирању гробља у његовој близини изграђена је заоставштина трговца цинцарског порекла Лазе Панче, црква посвећена Св. Марку. Чињеница да је кнез Милош лично бринуо о реализацији тог легата указује да су одлуке о лоцирању цркве и гробља биле усклађене с његовим основним концептом урбанистичког развоја српског дела вароши – изван шанца и на простору главних комуникација ка унутрашњости Србије – Цариградског и Крагујевачког друма и Топчидерског пута, пошто је у Топчидеру сместио свој будући политички центар.
Када је српско гробље са Зеленог венца премештено на Ташмајдан, на ослобођеном простору, због потребе ширења српског Београда изван Шанца, тада су пресечене Господска и Космајска улица, које данас носе назив Бранкова и Маршала Бирјузова.

### Краћа историја Ташмајдана, као локације за гробље
Назив „Ташмајдан" на коме је настало Ташмајданско гробље, произашао је из турског имена за каменолом. Према неким старим изворима, може се рећи да су све старе зграде у Београду обложене овим каменом ископаним одавде. „Катакомбе” настале након уклањања камених блокова, служиле су као депоније муниције и војна складишта.
Када су Турци први пут 1867. године бомбардовали варош катакомбе су служиле и као склоништа за рањене војнике и народ.
На подручју Ташмајдана, ископавањем камена забележено је још од римског доба. Многи од камена који су уграђени у водене токове, зграде и храмове римских зграда Сингидунума потичу из каменолома на Ташмајдану.

## Изглед гробља
По општем изгледу Старо, ташмајданско гробље није било „на понос“ ондашњих Београђана, јер је највећи његов део био зарастао у коров и због неодржавања прилично запуштен. Бројни аутори ово последње београдско коначиште за преминуле, с краја 19. века били су љути и разочарани односом грађана и градске власти и овако га описују:
Старо гробље није било подељено на парцеле, него је било изукрштано стазама, обрасло у жбуње и дрвеће. Још 1880. године часопис „Видело” писао је са згражањем о његовој запуштености. Део гробља према Таковској улици припадао је католицима и лутеранима, сахрањиваним измешано, а на узвишици према Сеизмолошком заводу било је гробље за војнике, дављенике, самоубице и нехришћане (али не и за Јевреје, који су вековима имали своје гробље на другом месту). „Видело” вели да је гробље 1880. године било склониште мангупа и нерадника, који кидају цвеће, краду споменике, скрнаве гробове псовкама и на други начин, тако да је то гробље једно београдско ругло, место на ком за мртве нема никаквог пијетета.
Један од великих недостатака гробља био је и тај што у парохији није било доказа ко све почива на гробљу јер књига и писане евиденције није било. Уместо црквених књига, податке о покојницима могао је дати једино ондашњи осамдесетогодишњи црквењак деда Јова, који је то чинио по сећању.
Ружну слику о гробљу остављала је и чињеница да гробље није имало чуварску службу, па су каменоресци уз помоћ гробара ноћу скидали вредније споменике и односили их, да би их уз малу дораду продавали родбинии за другог покојника. Такође и натписи по надгробним споменицима остављали су ружну слику јер са њих није могло са сигурношћу да се сазна чији је то гроб.
Како су забележили ондашњи хроничари, најуреднији део гробља био је поред саме Цркве Светог Марка, која је касније срушена после бомбардовања на почетку Другог светског рата. Пре него што су њихови посмртни остаци пренети на Ново гробље, на централном делу данашњег ташмајданског шеталишта почивали су Илија Коларац, Миша Анастасијевић, Сима Милутиновић Сарајлија, Јоаким Вујић, Ђура Јакшић, Ђура Даничић, Јосиф Панчић...
У самој цркви, 1839. године сахрањен је кнежевић Милан Обреновић, најстарији син кнеза Милоша Обреновића, и то десно од западних врата њених, и прах покојног владике шабачког Гаврила (Поповића) који лежи лево од западних врата у самој цркви. После крвавог династичког мајског преврата 1903. године; у овом храму је сахрањен краљевски брачни пар Краљ Александар I Обреновић и Краљица Драга Обреновић.

## Престанак сахрањивања и измештање гробља
Када је од стране виђенијих људи Београда тражено да дотада запуштено, неодржавано и често девастирано, Ташмајданско гробље буде уређено или измештено на периферију и плански изграђено, чиме би се обезбедила репрезентативност гробља у градском простору, на предлог митрополита Михаила 1871. године донета  је коначна одлука да се Ташмајданско (Старо) гробље пресели на Ново, које би се изградило у улицу која је носила име Гробљанска, а данас носи име по америчком председнику Рузвелту.

Многи ондашњи варошани су бурно протестовали због те сеобе, 
, јер су тврдили да је гробље премештено на „ужасно“ далеку периферију и да ће бити потребно много времена док поворка испрати покојника на вечни починак.
 Градске власти на челу са ондашњим председником београдске општине др Владаном Ђорђевићем биле су неумољиве, па су незадовољни Београђани још дуго Ново београдско гробље у знак протеста звали и „Владановац“.
Када је у августу 1886. отворено Ново гробље, "закључено" је сахрањивање на Старом, осим у породичним гробницама, па је спорадично сахрањивање вршено све до почетка 20. века. Видоје Голубовић, научни сарадник Института за међународну политику и економију у Београду, у својој књизи о старом Београду наводи да су се сахране вршиле све до 1927. године, мада ову информацију треба узети са резервом. У напуштеним гробницама је било бескућника, последња је још стајала 1938. Почетак прекопавања гробља је најављен за 1. септембар 1925; београдска општина је само неколико дана раније поручила Министарству просвете да се побрине за пренос великана, да не би „у маси” били положени у заједнички гроб.
На месту некадашњег Ташмајданског или Старог гробља, у наредним деценијама изграђен је велелепни Ташмајдански парк са бројним садржајима. Међутим и данас, након више од једног века, још увек се у Ташмајданском парку и његовој ближој околини могу пронаћи остаци надгробних споменика, нпр. одмах поред зграде Сеизмолошког завода, који су се тако уклопили у амбијенталну целину парка да ничим не подсећају да су део нечијег гробног места.

### Последња сахрана у 20. веку
Након што је последњи владар из династије Обреновића, краљ Александар заједно с краљицом Драгом, убијен у атентату 1903. године, њихови посмртни остаци сахрањени су тајно, под окриљем ноћи, у старој Цркви Светог Марка на Ташмајдану.
Након што је донета одлука да се стара црква Светог Марка на Ташмајдану, која је оштећена у априлском рату сруши, београдска власт је, усред рата, имала непријатан задатак да премести посмртне остатке брачног пара Обреновић из ове цркве, али и још неколико њихових преминулих сродника, као и неколико епископа и митрополита који су већ деценијама почивали у овом храму. Селидбу је ваљало обавити тако што су кости пренете у крипте „велике“ Цркве Светог Марка, где и данас почивају.

Одлуком архијерејске власти, тада је направљен и врло прецизан записник о том догађају, који је у поседу свештеника Цркве Светог Марка. У записнику пише како се, пре него што је комисија приступила откопавању гробова, пријавила госпођа Милица, удовица почившег Ђоке Трифковића, бившег дворског лимара, и изјавила: 
Мој муж, покојни Ђока, извршио је лемљење сандука почившег краља Александра и краљице Драге и том приликом видео је да су у сандуцима заиста били лешеви краљевског пара. Он је такође видео да је покојни краљ сахрањен у фраку, а краљица у ружичастој свиленој хаљини.
 Ово је било битно за чланове комисије, јер, како су забележили, 
...постоји раширена верзија да краљ и краљица нису уопште сахрањени у Цркви Светог Марка, него да су сандуци, њима намењени, били празни.
 Потом се комисија посебно посвећује гробовима краља и краљице, изнад чије гробнице стоји натпис: 
„Овде почивају у миру Божјем Његово Величанство Краљ Србије Александар Обреновић и Њено Величанство Краљица Драга Обреновић, који погинуше од зликовачке руке 29. маја 1903. године...и узгред наводи..споменик подижу 1917. године аустријске власти током окупације Београда у Првом светском рату.
 Извештај комисије касније описује 
како је свих девет лимених сандука са краљевском породицом и црквеним високодостојанственицима било залемљено и пренето у крипте Цркве Светог Марка. Све је обављено уз дужан пијетет и поштовање а сваки сандук је додатно обележен посебном, месинганом плочицом, како би потврдио идентитет покојника.